# Acraea uvui
Acraea uvui är en fjärilsart som beskrevs av Grose-smith 1890. Acraea uvui ingår i släktet Acraea och familjen praktfjärilar. Inga underarter finns listade i Catalogue of Life.

## Bildgalleri

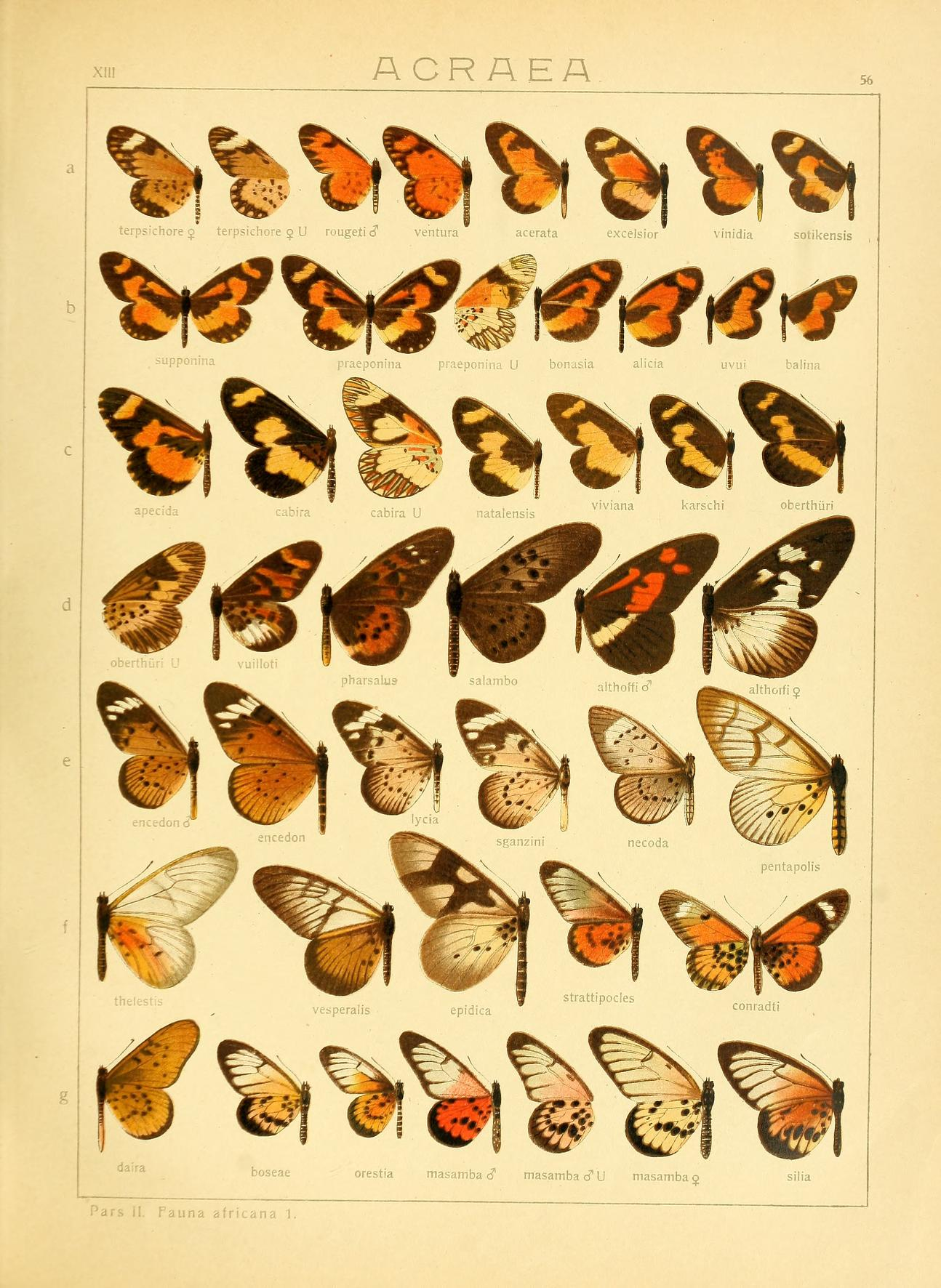
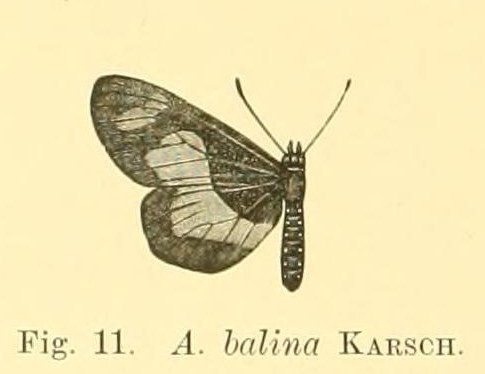